# Eragrostis laevissima
Eragrostis laevissima är en gräsart som beskrevs av Eduard Hackel. Eragrostis laevissima ingår i släktet kärleksgrässläktet, och familjen gräs. Inga underarter finns listade i Catalogue of Life.